# Caroline Trentini
Caroline Aparecida Trentini (Panambi, 6 de julho de 1987) é uma supermodelo brasileira.

## Biografia

### Começo e família
Descendente de alemães e italianos, Caroline Trentini, nascida e criada no município gaúcho de Panambi, foi criada pela mãe Lourdes, depois da morte de seu pai Oscar Jacob Trentini, que faleceu quando ela tinha apenas um ano de idade. Tem duas irmãs, Franciele Trentini e Élen Trentini. Casou-se com o fotógrafo de moda Fabio Bartelt, em 3 de março de 2012 na cidade de Itajaí, SC. Carol tem 2 filhos Bento e Benoah. Em 9 de agosto de 2013 nasceu o primeiro filho, Bento e em 2 de junho de 2016 deu à luz Benoah, segundo filho do casal.

### Carreira
Caroline Trentini iniciou sua carreira aos 14 anos, descoberta pelo scouter Dilson Stein, quando se mudou para São Paulo e pouco tempo depois já estava em Nova Iorque. Mas o sucesso como modelo aconteceu depois de uma campanha para o designer Marc Jacobs, para a marca Marc by Marc Jacobs. Em maio de 2007 estampou a capa da revista Vogue com as modelos: Doutzen Kroes, Jessica Stam, Raquel Zimmermann, Sasha Pivovarova, Agyness Deyn, Coco Rocha, Hilary Rhoda, Chanel Iman e Lily Donaldson como a nova geração de supermodelos.
Desfilou para Louis Vuitton, Valentino, Versace, Chanel, Christian Dior, Ralph Lauren, Calvin Klein, Dolce & Gabbana, Marc Jacobs, Victoria's Secret e Balenciaga, entre outros. Também foi capa de importantes revistas de moda, como Vogue, ELLE e W. Entre as campanhas mais importantes estão Dolce & Gabbana, Gucci, Marc Jacobs, Oscar de la Renta, Rosa Chá, Valentino e Versace. É a modelo preferida de Anna Wintour, editora da revista Vogue, nos Estados Unidos. É modelo da marca Monange, e desfilou no Monange Fashion Tour. Em 2018, é uma das participantes do programa Popstar, da Rede Globo.